# Paketroboter
Ein Paketroboter ist ein Industrierobotersystem zur Entladung von losem, standardisiertem Stückgut aus Containern und Wechselbrücken. Es besteht aus einem 3D-Laserscanner, einem automatischen Handhabungssystem, einem Fahrgestell, einem Teleskopförderband und einem austauschbaren Greifsystem.

## Komponenten
Das Robotersystem steht auf einem lenkbaren Fahrgestell ohne eigenen Antrieb. Es ist an die Stirnseite eines Teleskopförderbandes gekuppelt, das elektrisch ausgefahren wird und so Fahrgestell und Roboter in den Container schiebt.
Ein 3D-Laserscanner scannt die Paketlagen im Container-Innenraum. Er arbeitet robuster als z. B. eine Stereo-Videokamera, da er nicht auf Fremdlicht und Schatten reagiert und ohne zeitaufwendige Berechnungen Tiefeninformationen liefert. Die Scan-Daten werden auf einen Computer übertragen; eine von EADS Space Transportation speziell für diesen Zweck entwickelte Steuerungs- und Bildverarbeitungs-Software ermittelt aus diesen Daten mögliche Greifpositionen und gewichtet diese.
Die Gewichtung berücksichtigt, dass Paketstapel möglichst sinnvoll abgetragen werden, dass also der Rest-Paketstapel stabil bleibt und Kollisionen mit anderen Paketen (oder der Umgebung) vermieden werden.
Für die günstigste Greifposition berechnet die Software eine kollisionsfreie Bahn (Hin- und Rückweg) und übergibt der Robotersteuerung eine enge Reihe von Bahnpunkten, die diese dann abfährt.
Die Software übernimmt auch die Steuerung des Teleskopförderers; befinden sich die Pakete außerhalb des Roboter-Arbeitsraumes, werden Roboter und Plattform nachgeführt.
Die Greifer sind in der Lage, kubische, lose, standardisierte Pakete unterschiedlicher Größen mit einem Gewicht von bis zu 31,5 Kilogramm aufzunehmen.

## Entstehungsgeschichte
Im "Bremer Institut für Produktion und Logistik GmbH" (BIBA) experimentierte man ab 2002 mit einem Entladesystem, das statt des speziellen Paketroboters handelsübliche 6-Achs-Roboter nutzte. Da diese Systeme sich zur Ablage des Paketes auf dem Förderband um 180° drehen mussten, ging viel Zeit verloren. Durch die frühzeitige, enge und anwendungsorientierte Zusammenarbeit mit Industriepartnern entstand relativ kurzer Zeit ein optimiertes Hybrid-Robotersystem, das Elemente eines Portalroboters und eines SCARA-Roboters kombiniert. Die Entwicklung wurde von Deutsche Post DHL Group geleitet und in Zusammenarbeit mit der Universität Bremen und dem BIBA eine Patenfamilie angemeldet. Alle Rechte am System liegen bei der Deutschen Post DHL Group.
Das Robotersystem wurde im Jahr 2006 der Öffentlichkeit präsentiert und wurde zunächst durch die ThyssenKrupp Systemengineering in Lizenz gefertigt. Seit 2014 ist die robotics-logistics-solutions (rls) GmbH Lizenzinhaber des Systems. 2015 wurde eine Weiterentwicklung des Systems mit einer Lizenz der rls GmbH von der Güdel Group AG in der Schweiz realisiert.